# ناحیه چنیوت
ناحیه چنیوت (به انگلیسی: Chiniot District) یکی از ناحیه‌های پاکستان در پاکستان است که در بخش فیصل‌آباد واقع شده‌است. ناحیه چنیوت ۲٬۶۴۳ کیلومتر مربع مساحت و ۱٬۳۶۹٬۷۴۰ نفر جمعیت دارد.